# Teatrul Dramatic Eston

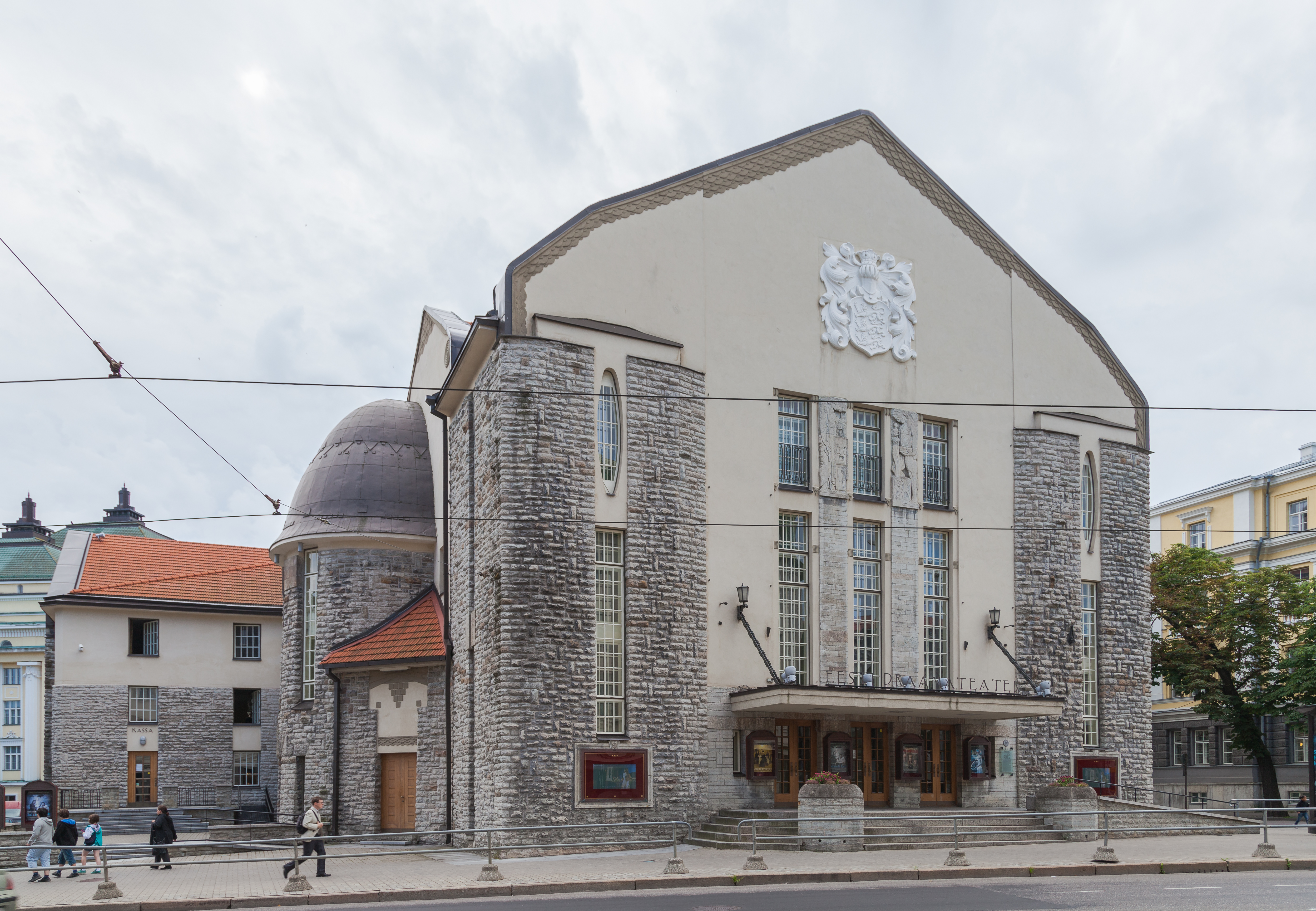
Fațada din față a Teatrului Dramatic Eston

Teatrul Dramatic Eston (în estonă Eesti Draamateater) este un teatru din Tallinn, Estonia. Are rolul de teatru național al Estoniei. Teatrul Estonia este situat în apropierea sa.

## Istorie
Clădirea care găzduiește Teatrul Dramatic Eston a fost inițial construită pentru teatrul german Revaler din Tallinn  (germană: Revaler Deutsches Theater) și a fost finalizată în 1910 după un proiect al arhitecților din Sankt Petersburg Nikolai Vassilev și Aleksei Bubir. Este construită în stilul Art Nouveau sau, mai precis, în stilul naționalist romantic.
O școală de teatru în limba estonă a fost înființată la Tallinn în 1920 de Paul Sepp, iar pe baza acesteia a fost înființat în 1924 Teatrul Dramatic Eston. Acesta a fost numit inițial Studioul de Teatru Dramatic și a închiriat scena teatrului german Revaler. În 1939, teatrul a cumpărat clădirea și de atunci se află în acest loc. Teatrul a fost redenumit Teatrul Dramatic Eston în 1937. 
În timpul ocupației sovietice, teatrul a fost redenumit ca Teatrul Național Dramatic Viktor Kingissepp din Tallinn, dar a revenit la vechiul său nume în 1989, înainte de restabilirea independenței Estoniei.
Istoria Teatrului Dramatic Eston  este legată de numele celebrului regizor Voldemar Panso, ai cărui studenți continuă tradiția teatrală în Teatrul Dramatic Eston de astăzi. În 1966, Teatrul Viktor Kingissepp din Tallinn a fost distins cu Ordinul Drapelul Roșu al Muncii.
În Teatrul Drama Estonian au loc mai mult de 500 de spectacole pe an, în sălile din clădire și, de asemenea, în alte părți din Estonia. Peste 120.000 de iubitori de teatru urmăresc spectacolele în timpul unui sezon.

## Teatru
Teatrul îndeplinește astăzi rolul unui teatru național eston.  Are trei scene, cu 436, 170 și respectiv 70 de locuri fiecare. Atât piesele clasice, cât și noile producții, inclusiv piese experimentale, sunt puse în scenă la acest teatru. De la înființarea sa, Teatrul Dramatic Eston a cooperat cu și a pus în scenă piese ale unor dramaturgi estoni ca de exemplu Hugo Raudsepp, August Kitzberg, Eduard Vilde, Anton Hansen Tammsaare, Mats Traat, Jaan Kross și Oskar Luts. În anii 1980, teatrul a avut un rol politic deoarece a pus în scenă piese cu teme critice privind ocupația sovietică și în favoarea independenței Estoniei, piese create de către scriitori ca Jaan Kruusvall sau Rein Saluri.

## Trupa teatrului și conducerea

### Directori ai teatrului
- 1990–1998 Margus Allikmaa
- 1998–1999 Merle Karusoo
- 1999–2002 Tiit Laur
- 2002–2003 Ruti Einpalu
- 2004–2005 Rain Raabel
- 2005–2006 Kristian Taska
- 2006–prezent Rein Oja

### Regizori ai teatrului
- Hendrik Toompere juunior - director artistic
- Priit Pedajas
- Hendrik Toompere
- Uku Uusberg

### Actori
- Aleksander Eelmaa (din 1990/2015)
- Ita Ever (din 1953)
- Marian Heinat (din 2019)
- Kersti Heinloo (din 2007)
- Ülle Kaljuste (din 1998)
- Guido Kangur (din 1992)
- Tõnu Kark (din 1996)
- Maria Klenskaja (din 1974)
- Kersti Kreismann (din 1972)
- Marta Laan (din 2010)
- Mari Lill (din 1977)
- Markus Luik (din 2014)
- Ain Lutsepp (din 1980)
- Mait Malmsten (din 1993)
- Märten Metsaviir (din 2021)
- Kaie Mihkelson (din 1988)
- Hilje Murel (din 2008)
- Laine Mägi (din 1999)
- Karmo Nigula (din 2016)
- Tõnu Oja (din 2003)
- Ester Pajusoo (din 1959)
- Merle Palmiste (din 1992)
- Raimo Pass (din 1984)
- Teele Pärn (din 2018)
- Christopher Rajaveer (din 2016)
- Jaan Rekkor (din 2005)
- Inga Salurand (din 2015)
- Indrek Sammul (din 2012)
- Britta Soll (din 2006)
- Tiit Sukk (din 1998)
- Taavi Teplenkov (din 1998)
- Jüri Tiidus (din 2012)
- Harriet Toompere (din 1998)
- Ivo Uukkivi (din 1992)
- Viire Valdma (din 1996)
- Martin Veinmann (din 1972)
- Kristo Viiding (2008-2013 și din 2019)